# Шадукаев, Тамерлан Анзорович
Тамерлан Анзорович Шадукаев (род. 22 января 1996, Кустанайская область) — казахстанский борец греко-римского стиля чеченского происхождения, бронзовый призёр Азиатских игр по боевым искусствам в помещениях, чемпион и призёр чемпионатов Азии.

## Карьера
Выступает в средней весовой категории (до 77 кг). Тренируется под руководством Б. Б. Байсеитова.
В 2013 году Шадукаев стал чемпионом Азии и бронзовым призёром чемпионата мира среди кадетов. На следующий год он занял третье место на первенстве континента среди юниоров. В 2016 году Шадукаев взял серебро чемпионата Азии и золото чемпионата мира среди юниоров.
Лауреат Золотой книги молодёжи Костанайской области. В 2019 году за третье место на чемпионате Азии он получил сертификат на двухкомнатную квартиру.

## Семья
Брат Шадукаева Мансур также занимается греко-римской борьбой. На чемпионате Азии 2020 года в Нью-Дели Мансур завоевал бронзу.